# 後藤一乗

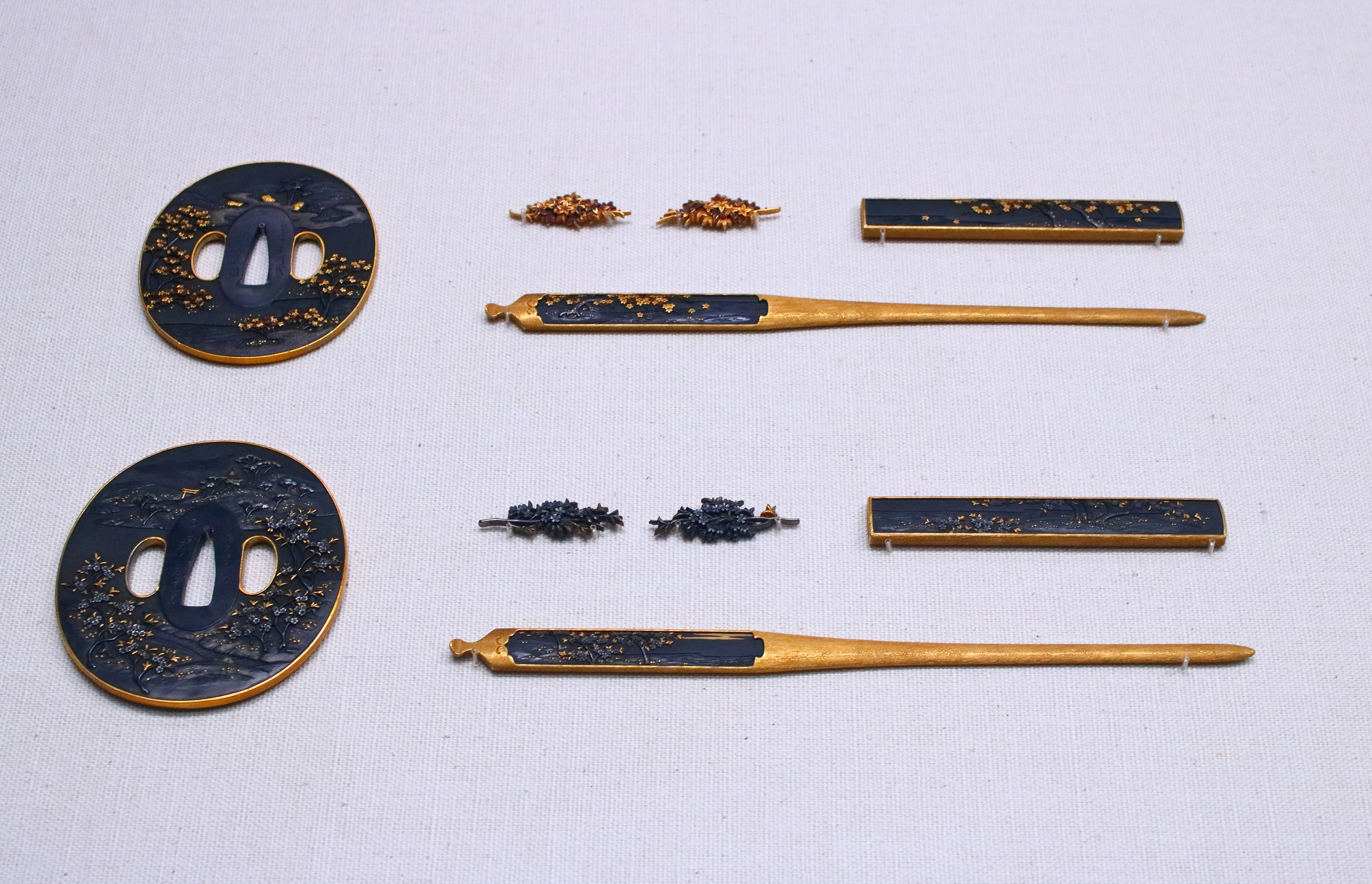
後藤一乗作・吉野龍田図大小揃金具（重要文化財）、個人蔵。

後藤 一乗（ごとう いちじょう、寛政3年3月3日（1791年4月5日） - 明治9年（1876年）10月17日）は、日本の幕末から明治にかけて架けて活躍した刀装金工。後藤家の掉尾を飾る名工として知られる。

## 略伝
京都室町頭木下町で京後藤家の分家、後藤七郎右衛門重乗の次男として生まれる。幼名は栄次郎。母は二条家家臣・野間氏出身。兄・後藤光熈（みつひろ）、弟・光覧（みつただ）も金工家。1800年（寛政12年）頃同じ京の分家・後藤八郎兵衛謙乗の養子となる。1805年（文化2年）15歳で謙乗が亡くなったため、八郎兵衛家第6代目当主となり、光貨（みつたか）と名乗る。1811年（文化8年）に光行（みつゆき）と改名し、四郎兵衛宗家から大判の墨書書改や分銅制作の依頼を受け、京都における業務を代行した。更に文政年間初め頃、光代（みつよ）と改名している。
1824年（文政7年）光格天皇佩用の正宗の刀装具を制作、その功績によって同年12月19日法橋に叙される。この頃から、一乗を名乗った。1851年（嘉永4年3月）江戸幕府の招きで10人扶持を受け江戸へ下り、10年ほど幕府などの依頼で刀装具を制作、1855年（安政2年）には第13代将軍徳川家定にお目見えする栄誉を受けている。1862年（文久2年）朝廷の命で京都に戻り、孝明天皇の刀装具を制作、翌年6月8日法眼に叙された。
1866年（慶応2年）から幕府の御用は子の光伸に譲る。1868年（明治元年）朝廷から一代限り年米10俵下賜の通知を受ける。一乗細工所を経営し、後述する優れた弟子を多く輩出した。その名声は在世中より高く、一乗より少し後の金工家・加納夏雄は、「当時京都に後藤一乗なる者あり、技量優れて世に用いられ、その勢力殆ど本家後藤家を圧倒せしむありしかば」と評している。維新後は、京都府知事から勧業場御用掛などに任命された。明治9年、奇しくも廃刀令と同年に京都で死去。享年86。戒名は光代院一乗日敬居士。墓所は後藤家歴代と同じ京都北区の知足山常徳寺。

## 作風

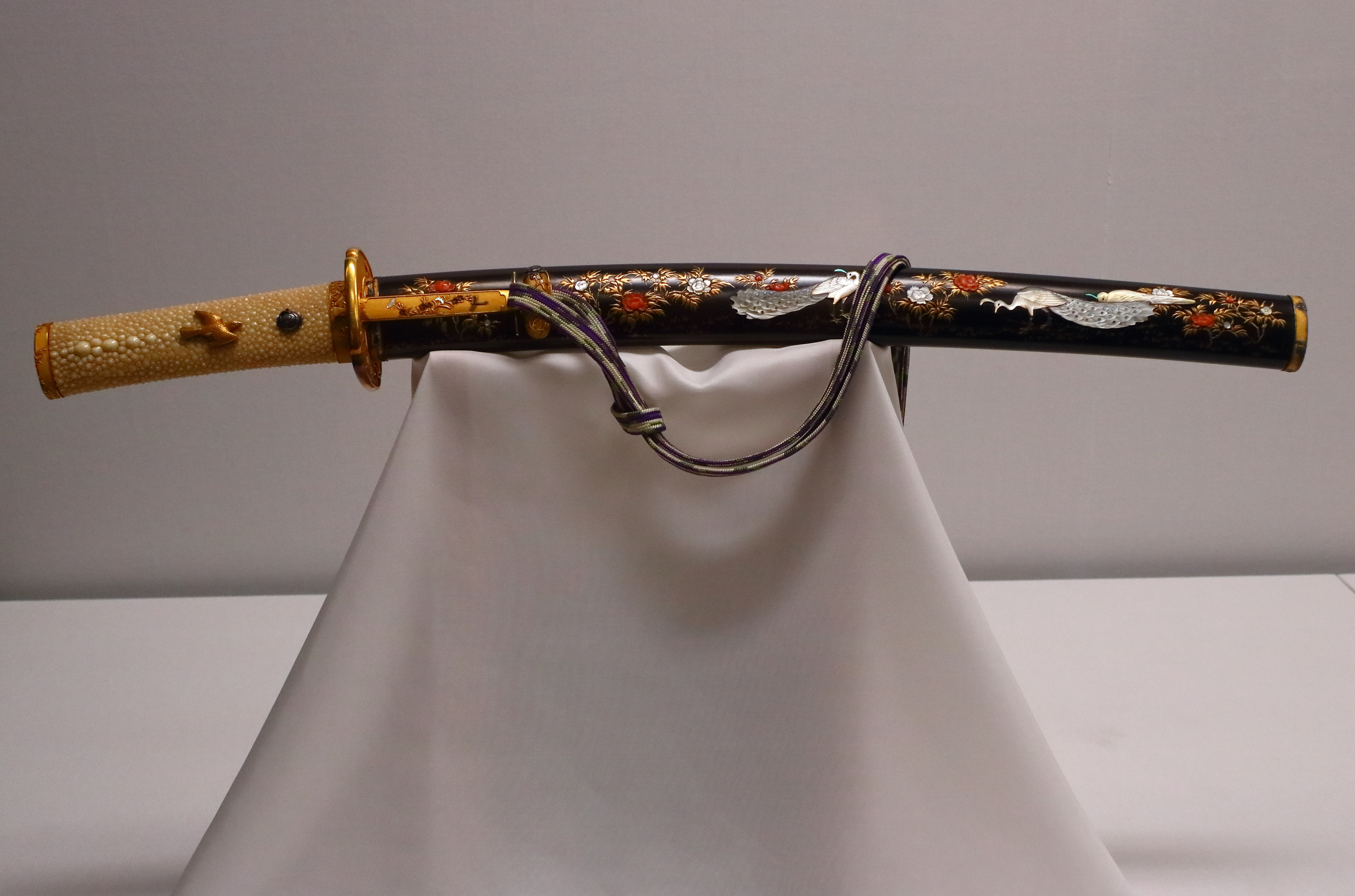
黒壇地花鳥蒔絵螺鈿脇指、刀装金工が後藤一乗作、19世紀の江戸時代、東京国立博物館蔵

江戸時代において後藤家の刀装具は格式が高く、登城する際の刀装具は後藤家のものが通例とされていた。しかし、江戸中期以降に入ると格式の高さ故に形式主義に陥り、後藤家の「家彫」に対し、より斬新な表現や新素材を用いた横谷派や奈良派などの「町彫」が台頭してきた。そうした中で一乗はその高い技量もさることながら、余白を上手く用い、自然な奥行きを持つ風景的・絵画的な文様表現で新境地を開いた。特に朝廷から依頼された刀装は、他の禁裏御用の工人たちとの協力もあり、武家の刀装に公家文化が融合した豪華で格調高い作風が示される。これは、一乗が余技として和歌や俳諧、絵画にも秀でた文化人でもあったことが影響しているとみられる。そのため一乗の作品には、洒脱なものや自作の歌を取り入れたものが散見する。また、後藤家では金と赤銅以外の地金を用いた制作を禁止していたにもかかわらず、鉄地の鍔も制作している。ただし、やはり憚りがあったらしく、その際には一乗では無く「伯応」「凹凸山人」「一意」「夢竜」などの別号を用いている。
弟子も多く、子の後藤光来、船田一琴、和田一真、今井永武、橋本一至、粟穂の表現で著名な荒木東明、通信教育を受けた正阿弥勝義など。

## 作品
- 「瑞雲透鍔」 黒川古文化研究所蔵 天保6年（1835年） 銘「天保六未年長月應需作之」/「後藤一乗法橋（花押）」[6]
- 「野菜四所物」 黒川古文化研究所蔵 銘小柄・笄に「後藤法橋一乗（花押）」・目貫に「後藤一乗」[6]
- 「沃懸地鳳凰蒔絵小脇指」 東京国立博物館蔵 1864年（元治元年）頃 各所に十二支の動物が散りばめられている
- 「吉野龍田図大小揃金具」 個人蔵（東京国立博物館寄託）  1864-65年（元治元年-慶応元年）重要文化財
- 「紫檀地花鳥文蒔絵螺鈿太刀」 東京国立博物館蔵 1865年（慶応元年） 前年に14代将軍徳川家茂が孝明天皇に献上した長船秀光作の太刀のための刀装。下絵は狩野永岳、蒔絵は山本光利
- 「聖衆来迎図大小金具」 個人蔵 重要文化財